# IC 841
IC 841 ist eine Spiralgalaxie mit aktivem Galaxienkern vom Hubble-Typ Sab im Sternbild Coma Berenices am Nordsternhimmel. Sie ist schätzungsweise 319 Millionen Lichtjahre von der Milchstraße entfernt und hat einen Durchmesser von etwa 90.000 Lichtjahren.
Im selben Himmelsareal befinden sich u. a. die Galaxien NGC 4826, IC 4014, IC 4017, IC 4039.
Das Objekt wurde am 24. Februar 1892 vom US-amerikanischen Astronomen Herbert Couper Wilson entdeckt.